# トマス・ホーキンス
トマス・ホーキンス (Thomas Hawkins、1810年7月22日–1889年10月15日)はイギリスの化石コレクター・ディーラーである。主にドーセット州沿岸のライム・リージス(Lyme Regis)と、サマセット州のストリート(Street)の内地石切場で化石を収集していた。中でもイクチオサウルスとプレシオサウルスの化石の収集で知られている。
ホーキンスはサマセット州のグラストンベリ(Glastonbury, Somerset)に住み、主にストリート周辺で、時に北はヨークシャーのウィトビー(Whitby)から南はチャーマス(Charmouth)やライム・リージスまで出かけて化石採集をした。
彼の化石コレクションは現在、ロンドン自然史博物館の他、ケンブリッジ博物館(現在のSedgwick Museum of Earth Sciences)、オックスフォード大学自然史博物館、ダブリン・トリニティ・カレッジの地質学博物館に所蔵されている。
ロンドン自然史博物館に売却された分はその当時リチャード・オーウェンが管理しており、オーウェンはあるプレシオサウルスの標本にホーキンスの名前を冠してPlesiosaurus hawkinsiiと名付け、それをその種のタイプ標本(holotype)と見なした。
ホーキンスはワイト島の化石の収集もしており、死後、ワイト島のヴェントナー墓地(Ventnor Cemetery)に埋葬される。
ロンドン地質学会の会員。

## イクチオサウルスの復元

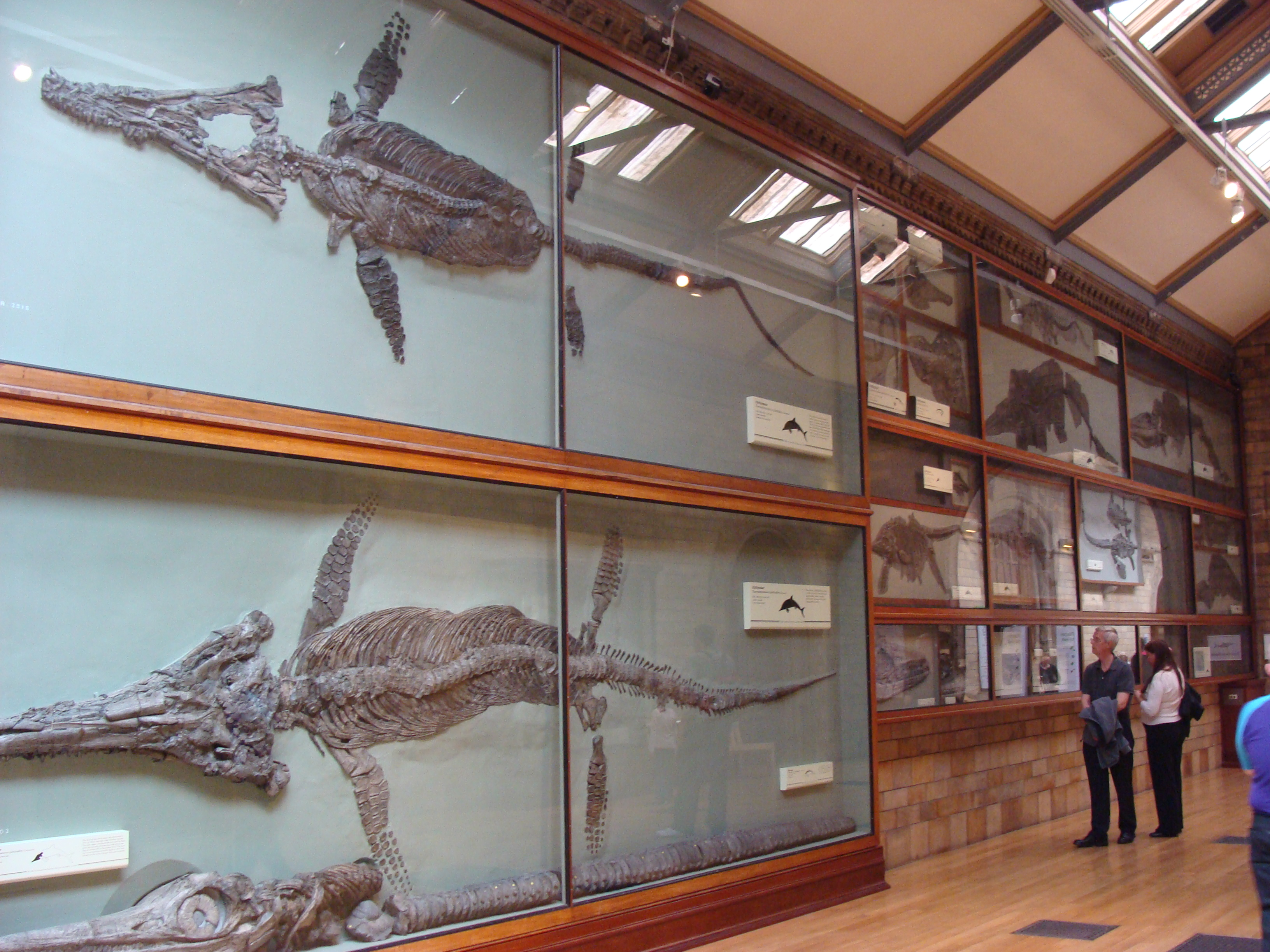
ホーキンスが所有していたイクチオサウルスの標本(ロンドン自然史博物館所蔵)

1832年の7月、メアリー・アニングがライム・リージスで巨大なイクチオサウルスの頭骨を発見した日、たまたまホーキンスも現地に来ており、アニングからその化石を買い取った。それからアニングにその発見場所である崖のふもとを見せてもらったところ、ホーキンスはまだ全体の骨格が埋れているはずだと直感した。果たしてイクチオサウルスの残りの骨も発見され（19歳年上で化石採掘の経験が豊富なアニングはこれ以上化石は出てこないと確信していたが、22歳の駆け出しの化石マニアの直感が一枚上手だったことになる）、ホーキンスは地元グラストンベリに持ち帰って全身復元を行った。この巨大イクチオサウルスの骨格は後に博物館への売却の際に議会を巻き込む論争を呼び起こす(下記「過度な修復」参照)。
1833年の夏、ホーキンスはライム・リージスで海水の浸食を受けていたイクチオサウルスの化石を引き潮のタイミングを見て採掘し、所有権のある地元の労働者から買い取った。
ホーキンスはこの化石にIchthyosauus chiroparamekostinus (楕円の手の骨をもったイクチオサウルスの意)と名付けたが、この種はすでにIchthyosaurus communisという名称があったため、学術的な採用はされなかった。
この化石は現在ロンドン自然史博物館に展示されている。

## プレシオサウルスの復元

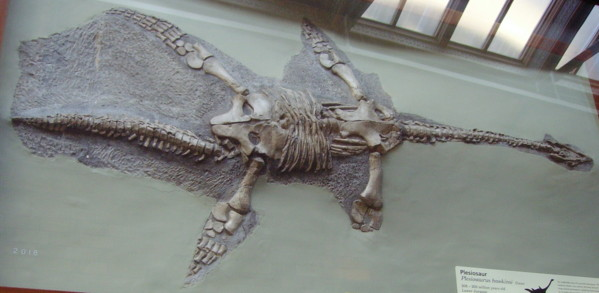
ホーキンスが1832年に発掘・復元したプレシオサウルス(ロンドン自然史博物館所蔵):仰向けの状態であり、左前ひれが欠損しているのがわかる。

1832年、地元サマセット州のストリートでプレシオサウルスの骨が発掘されたことを聞きつけ、所有者である石切り工の元に行くと、採掘した骨は断片的でバラバラの状態であったにもかかわらず、それを買い取った。
ホーキンスは後日発掘現場に自ら赴き、残りの部分も回収し、2カ月かけて全身骨格の標本を作製することに成功した。ただし、左前ひれが欠けている以外は「完璧過ぎる」状態であり、当初手にしたときの断片的なコンディション
を考えれば、漆喰や他の化石の骨で補って仕上げたものと思われる。
後にオーゥエンがこの標本に(首長竜(プレシオサウルス)目・プリオサウルス亜目に属する)Thalassiodracon hawkinsiという種名を付けた。

## 著作と恐竜表象
ホーキンスは2つの著作を出版している。

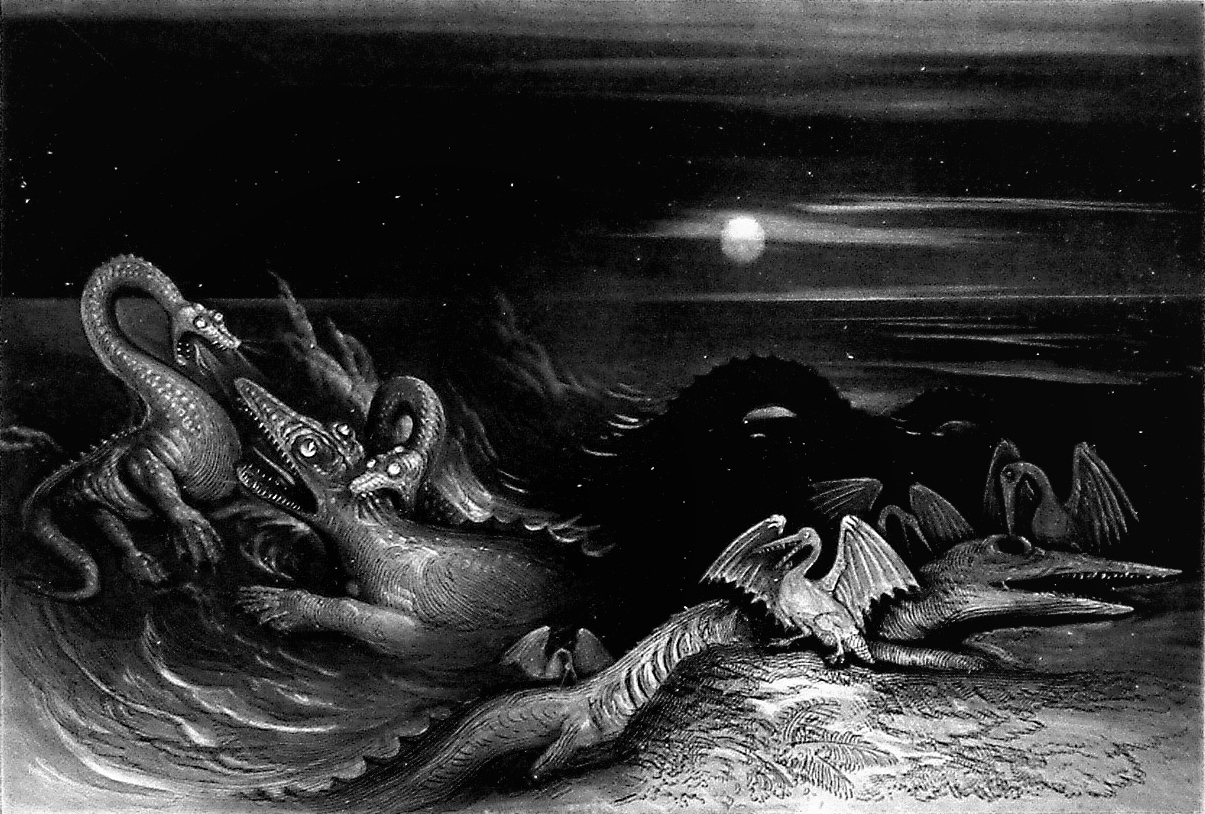
The Book of the Great Sea Dragonsの挿絵(John Martin作)

- Memoirs of Icthyosauri and Plesiosauri (1834)
- The Book of the Great Sea Dragons (1840)

創世記の記述を信じていたホーキンスは、自身が採集したイクチオサウルスやプレシオサウルスに対して、人類誕生以前の太陽のない世界を支配する冷血で獰猛な爬虫類をイメージしていた。
The Book of the Great Sea Dragonsの巻頭挿絵では2匹のプレシオサウルスが暗闇の中、沿岸でイクチオサウルスと思しき生物を激しく攻撃している様子が描かれている。
また、ホーキンスはこうした「海獣」は現代生物との間にはつながりがない系統的に独立した生物であることを信じて疑っておらず、現在の地質学的状況から過去を説明しようとするチャールズ・ライエルの斉一説、及び種の漸次的変化を見るジャン＝バティスト・ラマルクの生物変移説(Transmutation)に対しては批判的であった。

## 過度な修復

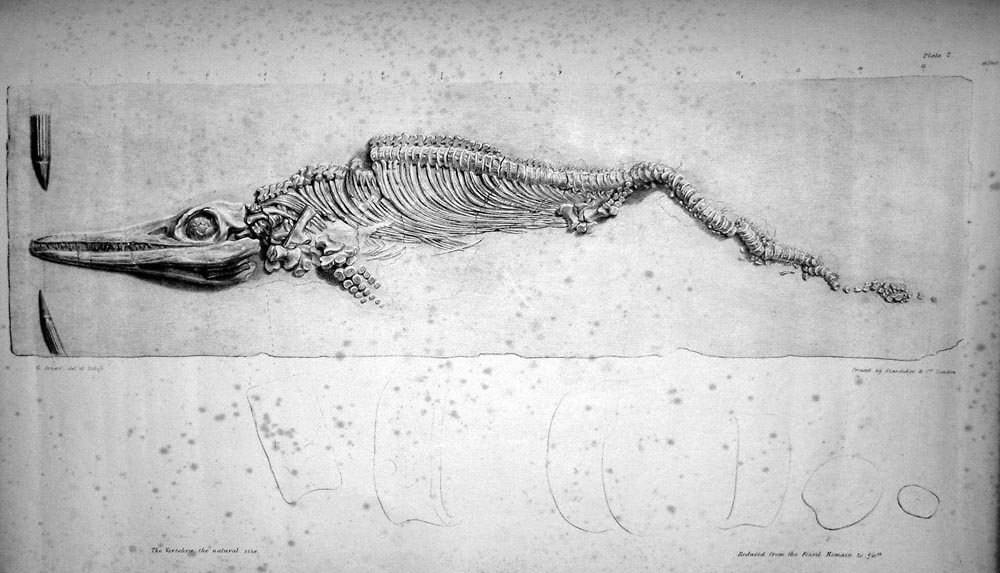
Temnodontosaurus platydonの骨格スケッチ (The Book of the Great Sea Dragon所収)

化石に対する熱意は「エキセントリック」と形容されることが多く、収集した化石にランプの煤で色付けしたり細部を装飾することもあり、アニングは「彼は熱意のあまり、化石をありのままにせず、自分の想像するあるべき姿に作り替えるほど」だったと語っている。
完璧さへのこだわりは時に、標本化する際に他の化石や漆喰で過剰に補う行為としても現れ、ギデオン・マンテルは「ホーキンス氏は復元しすぎる。腕、尾、肋骨が欠けていてもそれらを補うことを何とも思わない。彼はそうすることで化石を権威づけるのだが、技巧をここまで介在させてしまうと疑わしいものになる」と批判的に見ている。
1834年、自身の化石コレクションを大英博物館に売却する際、博物館の自然史部門の管理人チャールズ・コーニック(Charles König)が巨大イクチオサウルスの標本があまりにも完璧にできていることに違和感を感じ、先に出版されていたホーキンスのカタログに記載されているそれと見比べた。すると、カタログでは欠如していた右ひれや尻尾の部分が現物では存在しており、また記載では18フィートと記載されていた体長が実際には25フィートあった。詳細な検視の結果、一部が漆喰で補填されていることがわかり、コーニックはホーキンスのコレクションの買取を強く推していたウィリアム・バックランドとマンテルにこの事実を伝えた。バックランドはホーキングの復元を以前から黙認していた立場から事態を重く受け止めず、また漆喰部分を色付けして展示するという案で一旦は事態は収束した。
しかし、以前より大英博物館の運営に是正を促していた下院議会はホーキンスのコレクションの購入の妥当性を疑問視し、コーニック含めスタッフへのヒアリングを行った。コーニック自身は中立的な立場を保っていたが、調査委員会の報告書を読んだホーキンスは、自分の名誉を汚されたと感じ、とりわけコーニックに対して強い怒りを表した。しかしMcGowanによると、実際にはコーニックが補填に気づいた標本にはそれ以上の漆喰補填が行われており、ホーキンスが騙そうとする意図をもっていたことは明白である。
この標本は、現在ロンドン自然史博物館にイクチオサウルス目の下位分類としてTemnodontosaurus platydon という種名で展示されている。